# 奄美群島の復帰に伴う法令の適用の暫定措置等に関する法律
奄美群島の復帰に伴う法令の適用の暫定措置等に関する法律（あまみぐんとうのふっきにともなうほうれいのてきようのざんていそちとうにかんするほうりつ、昭和28年11月16日法律第267号）は、1946年（昭和21年）よりアメリカ合衆国に統治されていた北緯29度以南の鹿児島県大島郡の区域（奄美群島）が日本国に本土復帰することに伴い、法令の適用についての経過措置その他必要な特別措置を定めることに関する日本の法律である。
復帰直前となる1953年（昭和28年）11月16日に公布され、奄美群島に関する日本国とアメリカ合衆国との間の協定（昭和28年条約第33号）が発効し、奄美群島が正式に本土復帰した同年12月25日に施行された。

## 法律の趣旨
第1条で法律の趣旨を規定している。

## 法令等の経過措置
復帰直後において日本の税法等の法律を暫定的に施行しない旨のほか、復帰当時における奄美群島の従来の市町村およびその市町村長や議会の議員は経過措置としてそのまま日本の地方自治法に基づく市町村およびその市町村長や議会の議員となることなどが規定されている。
また、その市町村の条例、規則などは、復帰後に奄美群島が属することとなる都道府県である鹿児島県の条例、規則などに抵触しない限り、復帰後も日本の地方自治法に基づくものとして効力を有するとされた。
さらに、従来の現地裁判所における民事訴訟も原則として日本の法令によって行われたものとみなすこととされた。
ほかにも同法に基づく政令によって多数の法令に関する経過措置が定められた。

## 衆議院議員選挙
この法律によって、奄美群島全域が「奄美群島選挙区」として新たに衆議院議員総選挙の選挙区とされた。1994年（平成6年）以前には中選挙区制を採用していた日本の選挙区にあって、奄美群島選挙区は定数が1人であり当時唯一の小選挙区であった。
同選挙区の定数が1人とされたことに伴い、衆議院議員の議員定数が暫定措置法によって466人から1増の467人に変更された。1947年（昭和22年）5月3日の日本国憲法施行以降、衆参両院含めても国会議員の議員定数が変更されるのはこれが初めてのことであった。つまり、戦後初めて国会議員の議員定数を変更した法律は公職選挙法ではなく当暫定措置法ということになる。衆議院議員の議員定数はその後も当暫定措置法に規定され続けていたが、1964年（昭和39年）、大都市の人口増加に伴い議員定数を変更することとなった際、暫定措置法の議員定数や衆院選に関する規定は削除され、公職選挙法に引き継がれた。公職選挙法以外の法律によって議員定数が規定・変更されていた例としては他に1970年（昭和45年）に成立した沖縄住民の国政参加特別措置法がある。
奄美群島選挙区における最初の選挙は、第26回衆議院議員総選挙の補充選挙として、復帰翌年の1954年（昭和29年）2月に行われた。このときは計8人が立候補したが法定得票数を得た者がなく、同年4月に再選挙となった。1955年（昭和30年）に行われた第27回衆議院議員総選挙以降は、全国と同じく選挙が行われるようになった。

## 簡易裁判所の設立
通常、簡易裁判所は「下級裁判所の設立及び管轄区域に関する法律」によって設立されるが、奄美群島内の簡易裁判所は、当暫定措置法によって、鹿児島県名瀬市（現在の鹿児島県奄美市）に名瀬簡易裁判所が、鹿児島県大島郡亀津町（現在の鹿児島県大島郡徳之島町）に徳之島簡易裁判所がそれぞれ設立された。いずれも鹿児島地方裁判所が上位裁判所となる。
1954年（昭和29年）、暫定措置法の簡易裁判所に関する規定は削除され、「下級裁判所の設立及び管轄区域に関する法律」に引き継がれた。

## 関連する法令
第二次世界大戦によりアメリカ合衆国統治下となり、本土復帰した地域で施行された同様の法令として、鹿児島県大島郡十島村の区域に適用されるべき法令の暫定措置に関する政令（昭和26年12月21日政令第380号）、小笠原諸島の復帰に伴う法令の適用の暫定措置等に関する法律（昭和43年法律第83号）、沖縄の復帰に伴う特別措置に関する法律（昭和46年法律第129号）がある。